# Понятовский, Евгений Сергеевич
Евгений Сергеевич Понятовский (9 сентября 1991, Санкт-Петербург) — российский футболист, вратарь.

## Карьера
Воспитанник петербургского футбола. Тренеры: Михаил Бирюков, Борис Постнов, Сергей Масловский, Семен Емельянцев, Борис Виноградов. Свою карьеру начинал в команде «Локомотив» (Санкт-Петербург), которая выступала в чемпионате Санкт-Петербурга[уточнить].
С 2010 по 2012 годы находился в команде Второго дивизиона «Север» (Мурманск). Всего за неё он провел 13 матчей (все — в сезоне-2011/12) в которых пропустил 26 мячей.
В 2013 году заключил контракт с эстонской «Нарвой-Транс». Дебютировал за команду 10 мая 2013 года в матче против «Инфонета» (Таллин). Игра завершилась победой столичной команды — 1:0, сам вратарь был признан лучшим игроком матча в своей команде. 11 июля 2013 Понятовский дебютировал в матче Лиге Европы против шведского «Ефле». В нём вратарь пропустил 5 голов. Позже он сыграл 3 игры в Мейстрилиге и из-за проблем с документами на время покинул команду. Конец сезона Понятовский отыграл в эстонском клубе «Локомотив» Йыхви, с которым вышел в Мейстрилигу.
Работает тренером вратарей в футбольном клубе «Алмаз-Антей» Санкт-Петербург.
С 2022 года тренер вратарей ЖФК Зенит (Санкт-Петербург)